# Готска-Сандён
Готска-Сандён (швед. Gotska Sandön) — остров в Балтийском море. Площадь — 36,54 км². Принадлежит Швеции, входит в лен Готланд.

## География

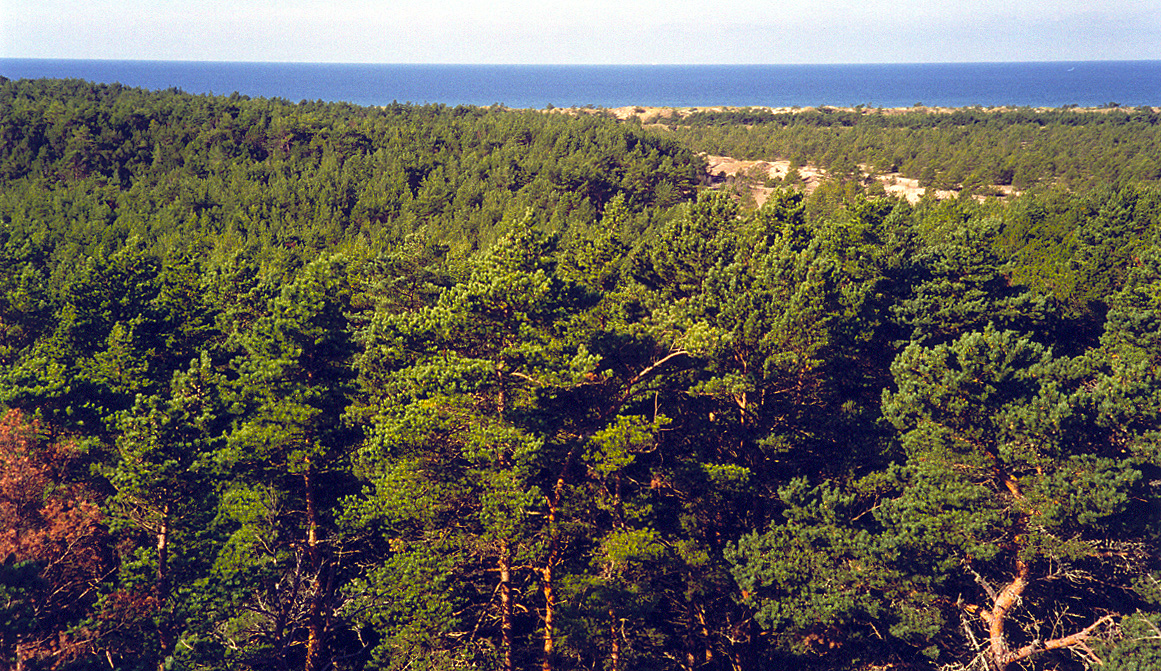
Восточное побережье острова

Расположен в 38 км к северу от острова Готланд, длина около 9 км, ширина — 6 км. Часть территории острова занимают песчаные пляжи.
С 1909 года часть, а с 1963 года весь остров и часть прилегающей акватории стали национальным парком (общая площадь 44,90 км²). Животный мир на острове небогат — серые тюлени, зайцы, редкие виды насекомых. Растительность — преобладают сосны; осина, орешник, дуб, рябина, тис, бредина, берёза, можжевельник, несколько видов орхидеи и др.
В летние месяцы организуются регулярные экскурсии на лодках с острова Форё и Нюнесхамна — ближайшего населённого пункта на материке.